# 突破僵局制
突破僵局制（英語：tiebreaker），是一種延長賽的制度，主要用於棒球與壘球運動，特別是採淘汰制的季後賽及國際賽等短期比賽，以避免比賽時間過久仍無法分出勝負。

## 概要
突破僵局制最早為慢速壘球運動的一項規定。慢速壘球正規為7局，若該場比賽不採和局制，就必須施行突破僵局，第8局時棒次繼續照輪，由前一棒站於二壘（或是前三棒站於滿壘）。
在棒球中，突破僵局制實施時，一開始就會將兩位跑者分別置於一、二壘。球隊得以自由指定二壘跑者的棒次，而一壘跑者即為下一棒，打者則是再下一棒，其餘規則大致都相同。由於國際棒球總會的推廣，現今的國際賽事多有採用這種制度，至於在第幾局的延長賽開始實行則由主辦單位決定。一般認為，在採行突破僵局制的進攻方，於一個半局內應得的基本分數為兩分。
國際棒球總會為了使國際棒球比賽不至於打得過久，而推廣此制度，一開始先從三級棒球實施，後來逐漸擴展到成棒賽事。首個採用突破僵局制的大型國際性成棒賽事為2008年北京奧運，國際棒球總會有意藉此來評估此制度實際實施的合適性。北京奧運的棒球比賽規定，若打完九局雙方仍未分出勝負，則按比賽規定進行標準的延長制度，但是若十局打完仍然平手，到了第十一局就開始採行突破僵局制。賽後韓國職棒一度也考慮採行這種制度。
後來的大型國際賽事，更是一旦打到了延長賽，就啟用此項制度（即第10局就開始實施），例如：2009年世界盃棒球錦標賽、2010年第十七屆洲際盃棒球錦標賽、2010年廣州亞運、2011年第三十九屆世界盃棒球錦標賽等等。就連2009年第二屆世界棒球經典賽也引進這項制度，規定當比賽打滿12局未分出勝負時，從第13局開始實施突破僵局制，不過當時沒有任何一場比賽使用到這個規則。
美國職棒大聯盟受到2019冠狀病毒病美國疫情影響，為降低比賽時間，於2020年例行賽開始實施突破僵局制，從第10局延長賽起，先將一名跑壘員置於二壘，直到分出勝負（仍不採和局制）。2023年2月，大聯盟的聯合競賽委員會通過永久性規則變更，在例行賽繼續施行突破僵局制。
中華職棒於2024年起的例行賽實施突破僵局制，與大聯盟一樣從第10局延長賽起，先將前一局最後一個出局的打者置於二壘，但仍保留和局制，十二局打完仍平手時結束比賽。
若拿足球來比擬，突破僵局制可以說是棒球界的PK賽制度。儘管突破僵局制並非完美，然而為了準備比賽時可能面臨的狀況，許多隊伍在練習賽時也會針對突破僵局制進行模擬操練。

## 優點
- 減少進入延長賽後的比賽時間。
- 舒緩投手調度在延長賽時的困擾，減少球隊在耗盡投手時必須以野手客串的狀況。
- 水平較高的國際賽事（如世界棒球經典賽）球員多數為職業球員，職棒球團在允許國家隊徵召時，為避免球員受傷，會對投手設下用球數限制。突破僵局制可以緩解延長賽與用球限制產生投手調度上的困擾。

## 缺點
- 球隊可以在半局一開始就有人上壘，而無需經過對決（如安打、保送等），與棒球本身的規則及精神有所衝突。
- 先攻或後攻在這時候或將對對戰雙方造成關鍵性影響，即使兩隊都面臨同樣狀況。
- 因為較容易得分，此制度的得分在運氣方面上的或然率較高，且對比賽結果會有很大的影響，而在該規則下的得分、佔壘數記錄，並不能完全代表該隊伍的實力。